# インフレツィ川
インフレツィ川（ウクライナ語: Інгуле́ць）は、ウクライナ南部の川で、ドニエプル川の右支流である。延長557 km、流域面積14,460 km2。

## 概要
ドニエプル高原のキロヴォフラード州クロプィウヌィーツィクィイ郡トピロ村の西にある渓谷に源を発する。その後南下し、クリフバス鉄鉱石盆地、ヘルソン州、ムィコラーイウ州を流れ、最終的にヘルソン市の東約30kmでドニエプル川に流れ込む。ドニエプル高原の南部を流れ、黒海低地を越える。
上流の谷は台形で、いくつかの地域では浅い峡谷を形成し、その幅は1kmに達する箇所もある。下流の渓谷は段々畑になっている。全体に強く蛇行している。
川沿いの主な都市には、オレクサンドリーヤ、クリヴィー・リーフ、シロク、スニフリフカなどがある。また、川沿いの町ペトロヴェには、この川の名前を冠したFKインフレツィ・ペトロヴェというプロサッカーチームが存在する。
ドニエプル川のクレメンチューク貯水池を起点とし、クリヴィー・リーフ近くのカラチュニウ貯水池に流れ込む人工水路が存在し、鉱山の中心地クリフバス鉄鉱石盆地への水の供給や、農業のための灌漑として利用されている。

### 地質学的特質
インフレツィ川沿いには、ミグマタイト、アルコース砂岩、角閃岩などさまざまな岩石の露頭が見られ、地質学的保護区に指定されている。
クリヴィー・リーフ付近は鉱山地帯で、人工の峡谷を流れる。河岸には20億年前に形成されたと推定される「鷲の巣（Скеля Орлиное гнездо）」「小オルリンカ」と呼ばれる岩石群MOPR岩（Скалы МОПРа）があるほか、広大な鉄鉱石の露天掘りや、街を見渡すことができるほどの巨大なボタ山が存在する。

## 見どころ
- フョードル・メルシャウツェウ公園
- MOPR岩
- ミグマタイト露頭
- スクレヴァツキーの露頭
- アルコース砂岩露頭
- チェルノレス保護区
- インフレツィ草原景観保護区

## ギャラリー

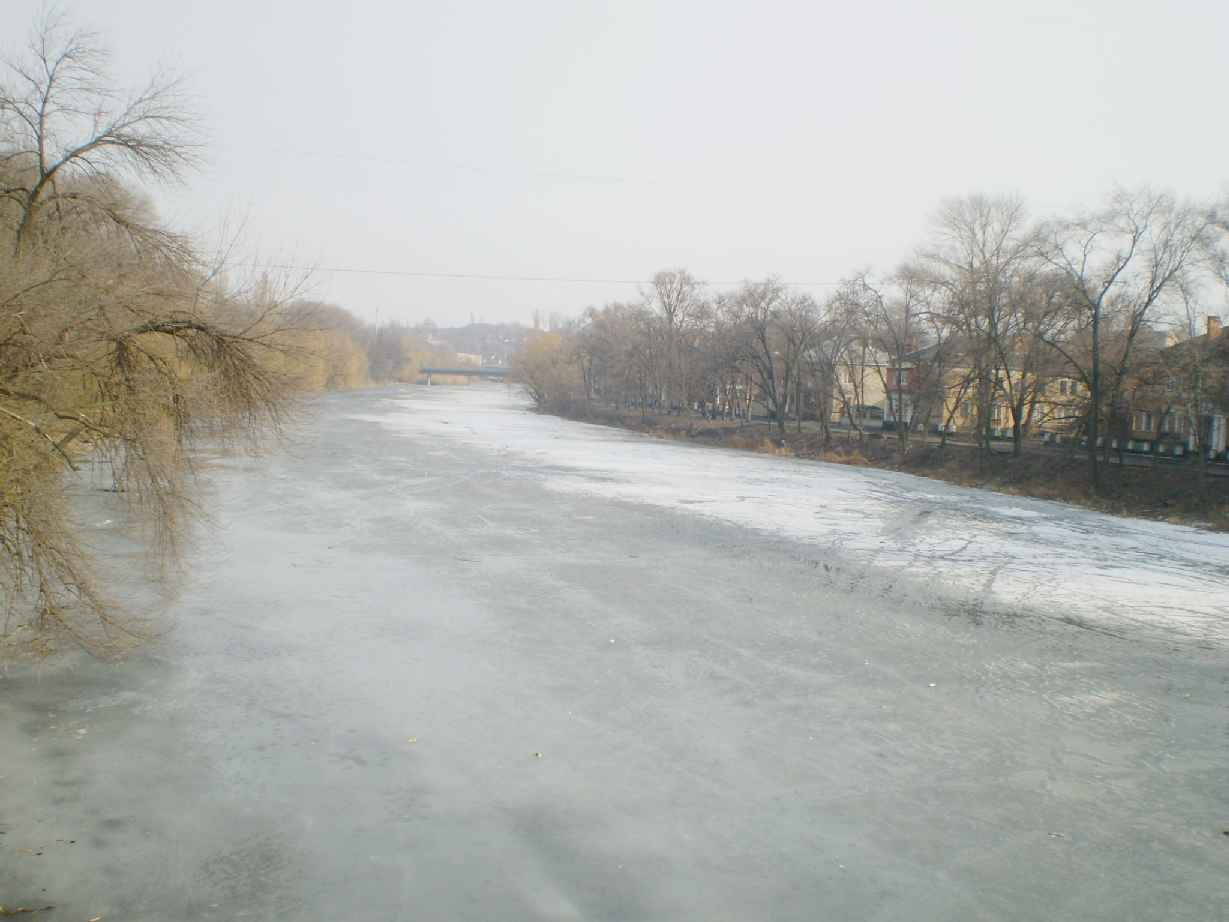
冬季には凍結するインフレツィ川
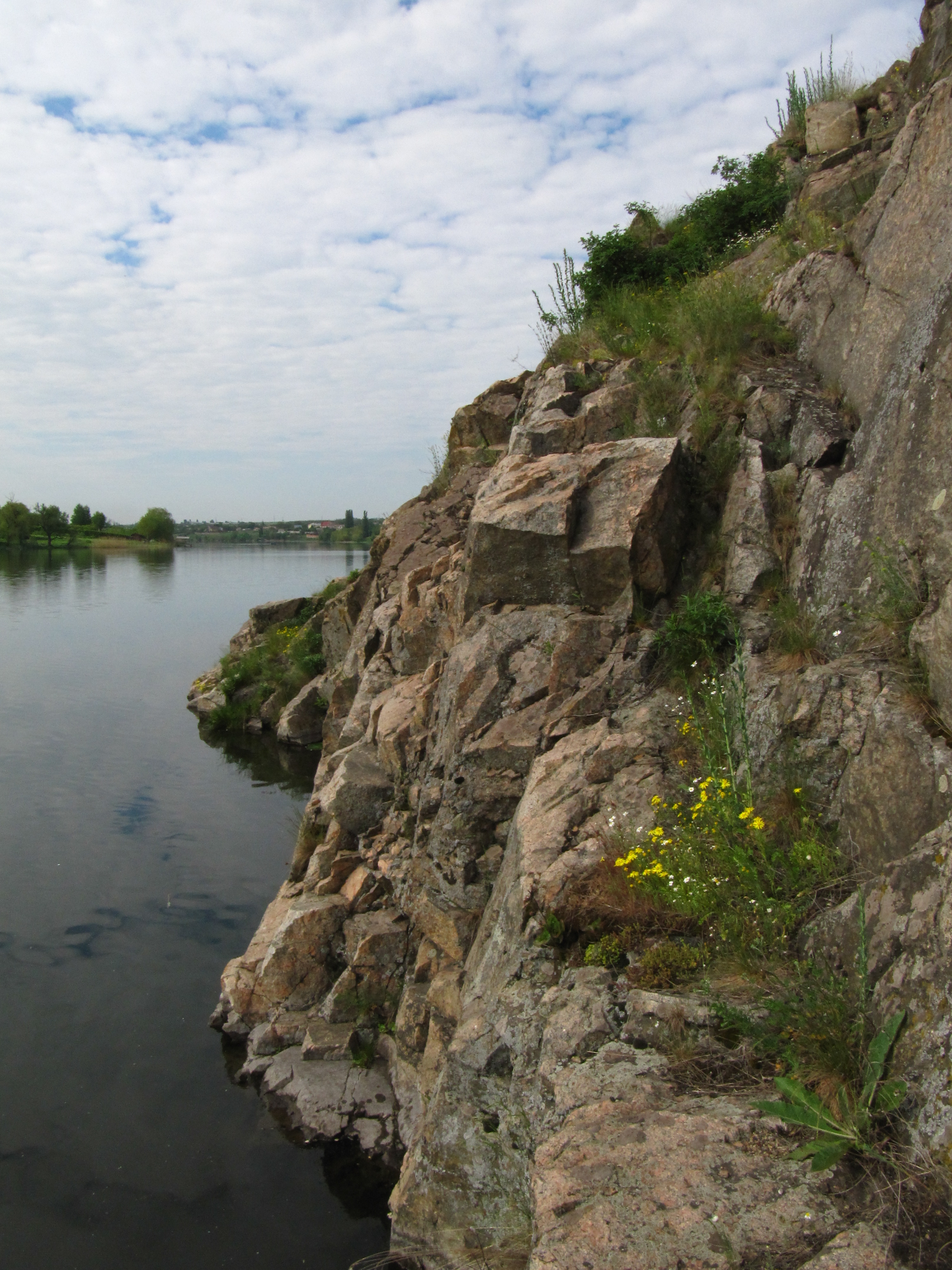
ミグマタイトの露頭
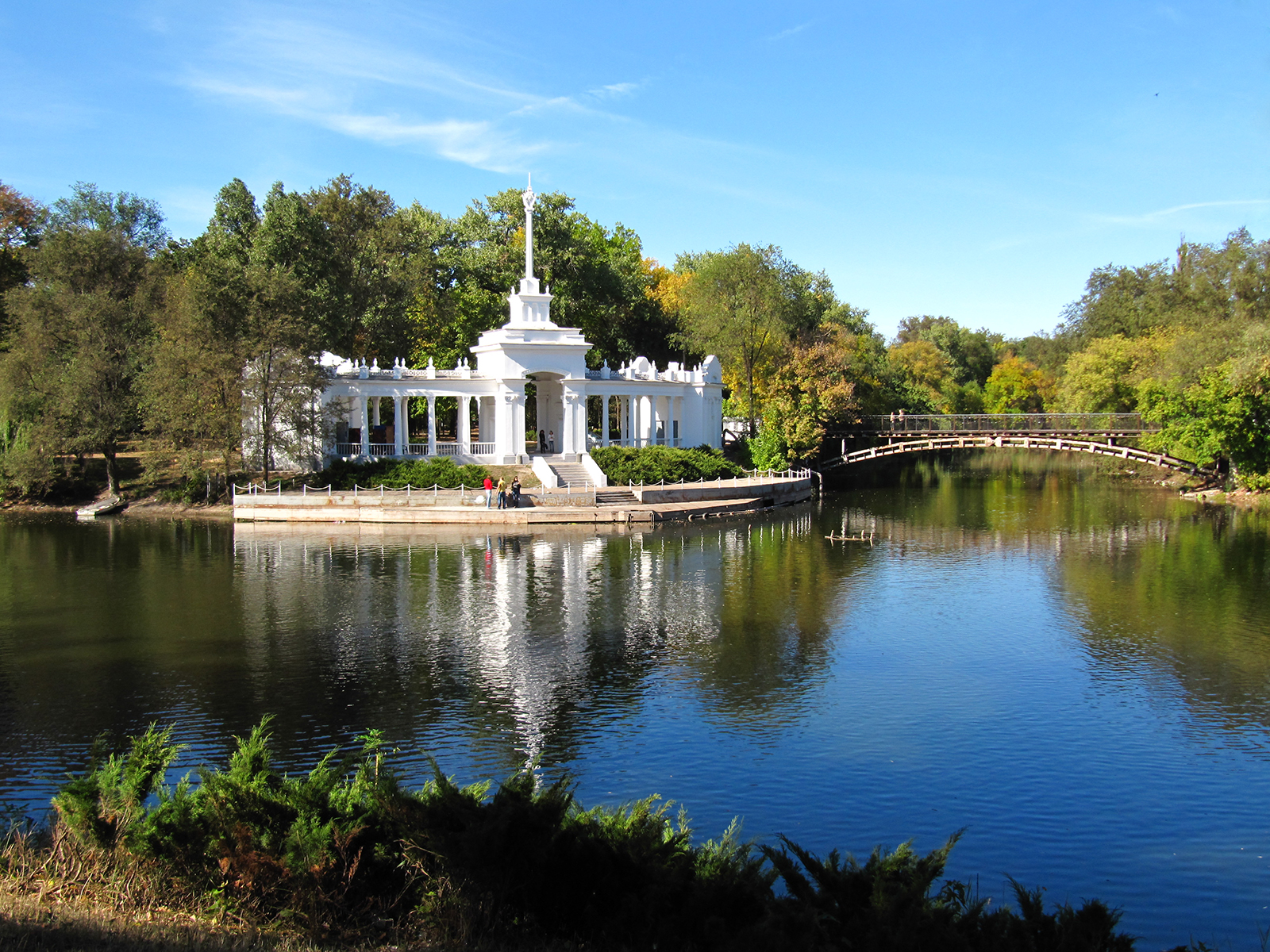
フョードル・メルシャウツェウ公園を流れるインフレツィ川
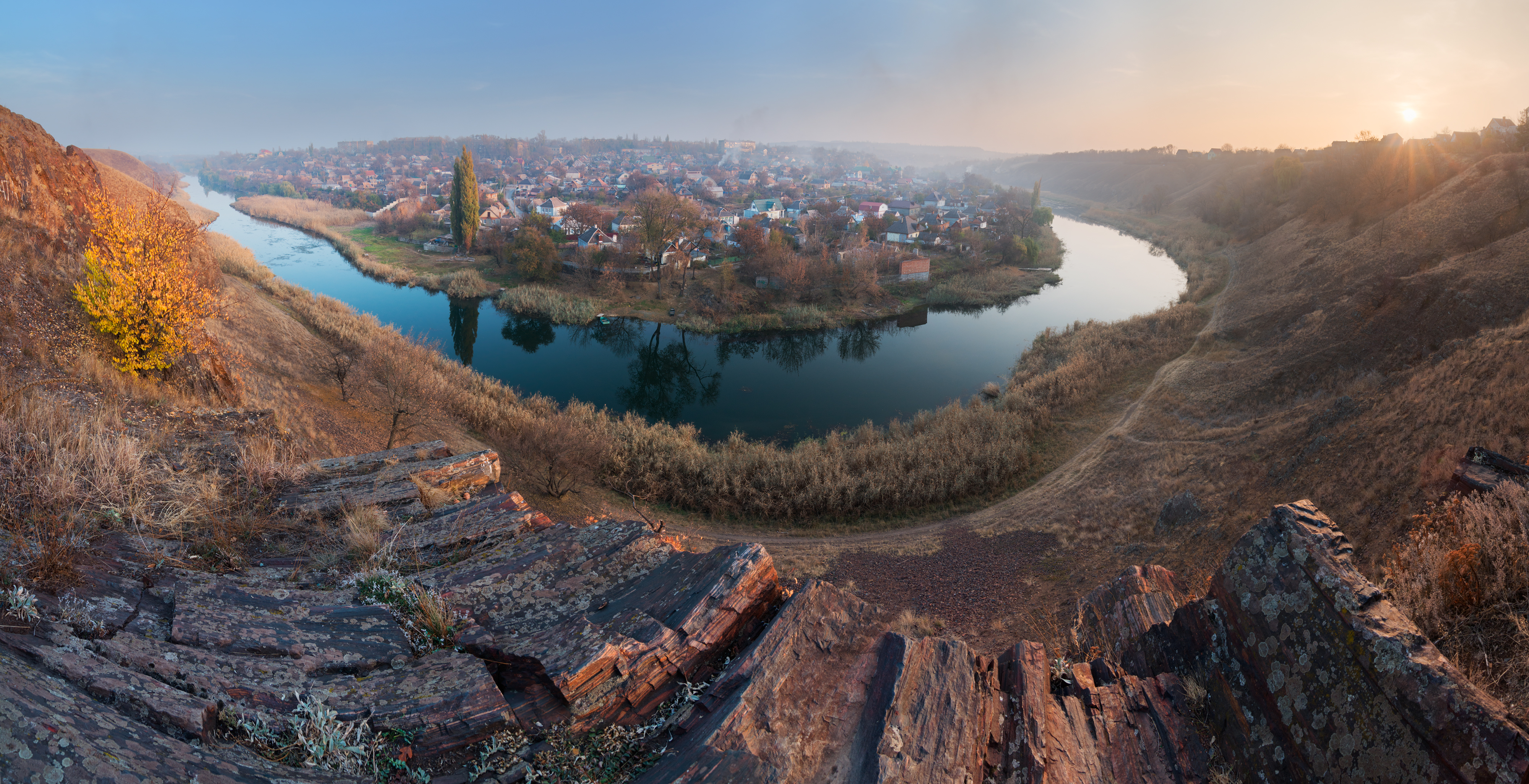
MODRUから望むインフレツィ川
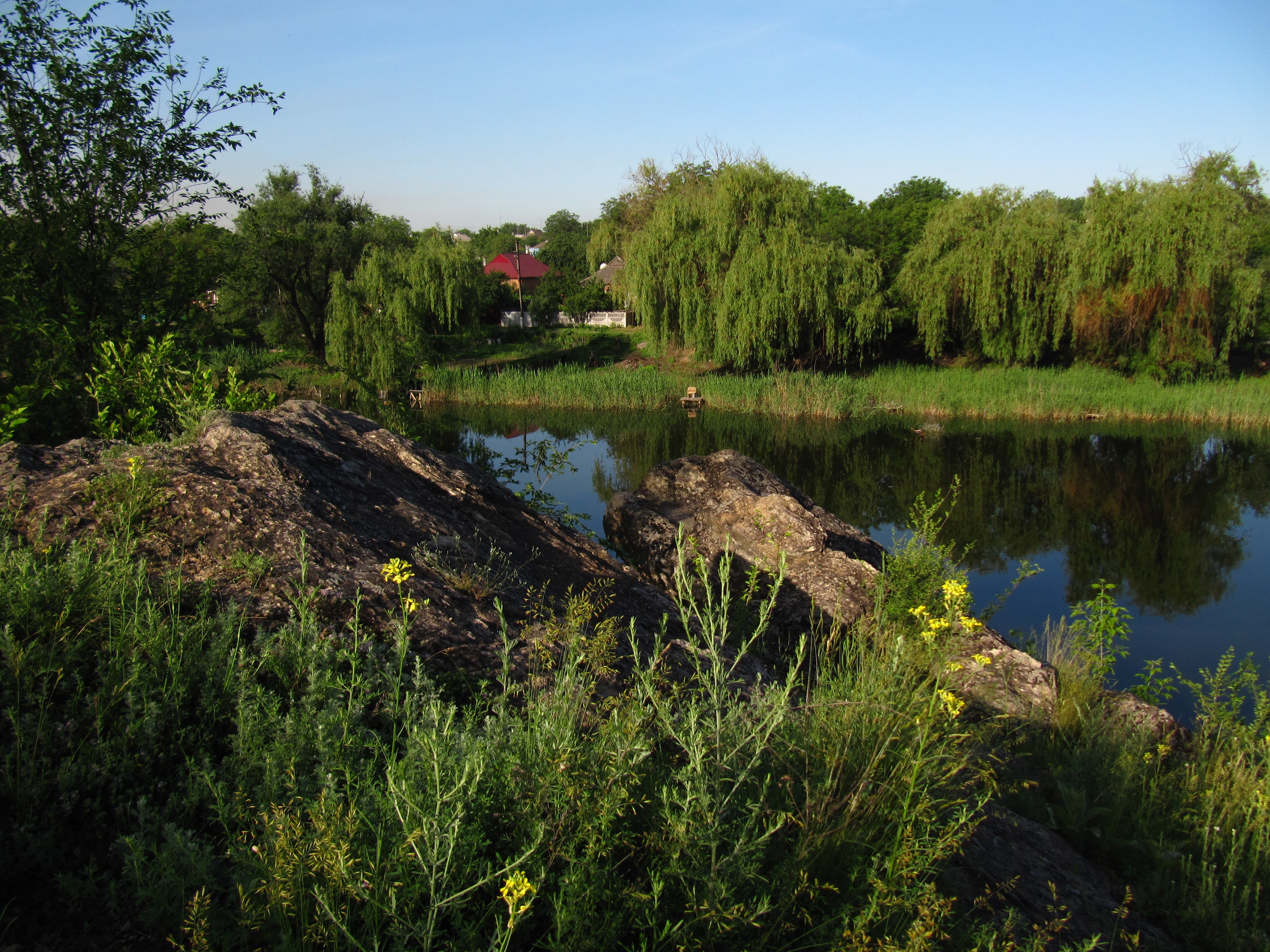
インフレツィ川に突き出すアルコース砂岩